# ماسبنک، ساسکاچوان
ماسبنک، ساسکاچوان (به انگلیسی: Mossbank, Saskatchewan) یک منطقهٔ مسکونی در کانادا است که در ساسکاچوان واقع شده‌است. ماسبنک ۱٫۷۵ کیلومتر مربع مساحت و ۳۶۰ نفر جمعیت دارد.